# Erebia cassiope
Erebia cassiope är en fjärilsart som beskrevs av Fabricius 1787. Erebia cassiope ingår i släktet Erebia och familjen praktfjärilar. Inga underarter finns listade i Catalogue of Life.